# Sonny Gray
Sonny Douglas Gray (Nashville, Tennessee, 7 de noviembre de 1989), más conocido como Sonny Gray, es un jugador profesional estadounidense de béisbol que se desempeña en la posición de lanzador en St. Louis Cardinals, equipo de las Grandes Ligas de Béisbol (MLB).

## Carrera
Gray hizo su debut en la MLB con el equipo Oakland Athletics, en el cual jugó cinco temporadas (2013-2017), después pasó a New York Yankees (2017-2018), luego a Cincinnati Reds (2019-2021), posteriormente a Minnesota Twins (2022-2023), y finalmente, a St. Louis Cardinals, donde lleva jugando una temporada.